# Legge ad personam
La locuzione lex ad personam (pl. leges ad personam), o legge ad personam, indica una legge o un atto normativo avente forza di legge emanato con lo specifico intento di favorire (o anche sfavorire), direttamente o indirettamente, un cittadino, un'azienda o un ristretto gruppo di soggetti (ad personam), quindi una forma di clientelismo. Le leggi ad personam violano il fondamentale principio di eguaglianza dei cittadini innanzi alla legge.

## Storia
Nell'antica Roma la legge che portava vantaggio a un singolo interesse non era definita ad personam, ma di privilegium, nel suo significato anceps, ovvero duplice, possibilmente tanto favorevole quanto odiosum.
Le leggi delle XII tavole stabilivano (tavola IX), soprattutto in quest'ultimo senso, privilegia ne irroganto, per vietare provvedimenti punitivi indirizzati verso un unico cittadino.
Un classico della letteratura è Cicerone, che nel 58 a.C. con il "Cicero pro domo sua" 10,26 pronunciò la celebre frase "Licuit tibi ferre non legem, sed nefarium privilegium." - "Tu non promulgasti una legge, ma un infame privilegio", riferito al tribuno della plebe Clodio e alla lex Clodia da lui emanata contro lo stesso Cicerone, la prima legge ad personam che si conosca emanata in un sistema (latamente) democratico.

## Nel mondo

### Italia
Questa locuzione è entrata nell'uso comune in Italia anche a seguito del primo decreto legge, DL. 694/1984, a favore di un'azienda privata (il 20 ottobre 1984); da quel giorno politici e giornalisti ne hanno fatto un largo uso, in particolare durante la XIV legislatura della Repubblica Italiana. Cionondimeno, le leggi ad personam possono comunque produrre effetti giuridici vincolanti sia nei rapporti intersoggettivi di diritto privato che essere opponibili alle pubbliche amministrazioni. Da un punto di vista formale, esse presentano tutti i crismi dell'astrattezza, della generalità e dell'imperatività della norma giuridica. Sono esempi teorici di queste norme: l'incarico di una docenza universitaria al consorte di una personalità politica, o la concessione di una pensione speciale al vedovo, o ancora l'assegnazione nepotistica delle nomine dirigenziali di una società a controllo pubblico.
La prevenzione di tale fenomeno di scadimento della tecnica legislativa di uno Stato democratico è delegata esclusivamente all'assunzione di responsabilità politica da parte dei decisori eletti dal popolo, e purtuttavia è priva di una specifica norma applicabile che ne dichiari esplicitamente illegittimo l'uso. Ciò è possibile perché non esiste uno specifico criterio contenutistico di identificazione e di classificazione delle norme, vale a dire una norma regolamentare che escluda l'approvabilità (se non la stessa proponibilità) di altre proposizioni normative la cui portata possa ridursi ad una singola persona fisica o giuridica.
Nella storia politica italiana il fenomeno delle leggi ad personam ha spesso infiammato l'opinione pubblica.
Già nel corso della XIII Legislatura vi furono forti polemiche in occasione della conversione del decreto-legge 24 maggio 1999, n. 145, istitutivo del giudice unico di primo grado. La nuova disciplina prevedeva l'incompatibilità tra gip e gup per tutti i processi a partire dal 2 gennaio 2000. In Commissione Giustizia veniva però approvato un emendamento che comportava l'immediata entrata in vigore dell'incompatibilità. Ciò suscitò allarmi da parte della magistratura, che vedeva a rischio vari procedimenti. In particolare era a rischio l'avvio del processo IMI-SIR, con imputati Silvio Berlusconi e Cesare Previti. Secondo quanto riportato da La Repubblica e L'Espresso, diversi parlamentari della maggioranza imputavano queste modifiche alle pressioni ricevute dall'opposizione, che sarebbero state dovute a dei compromessi fra Massimo D'Alema e Silvio Berlusconi, il quale avrebbe minacciato il blocco di alcuni lavori parlamentari. Secondo il ministro invece il mancato rinvio sarebbe dovuto per il possibile incorrere d'incostituzionalità. A seguito delle polemiche sorte la legge di conversione (Legge 22 luglio 1999, n. 234) mantenne il rinvio di alcuni mesi della entrata in vigore dell'incompatibilità.
Nel corso della XIV Legislatura e della XVI Legislatura, sotto i governi Berlusconi II, Berlusconi III e Berlusconi IV sono stati approvati numerosi atti legislativi che hanno sollevato aspre critiche in quanto ritenute leggi ad personam. Dette contestazioni hanno affermato che la maggioranza di centrodestra abbia ricorso a tale espediente per alleggerire la posizione processuale di Berlusconi stesso. È stato rilevato come le seguenti leggi abbiano ridotto le pendenze giudiziarie o abbiano in qualche modo favorito gli interessi del Presidente del Consiglio:
- Legge sulle rogatorie internazionali (L. 367/2001): limitazione dell'utilizzabilità delle prove acquisite attraverso una rogatoria (trova applicazione anche al processo "Sme-Ariosto 1" per corruzione in atti giudiziari)
- Depenalizzazione del falso in bilancio (L. 61/2002): modifica della disciplina del falso in bilancio (nei processi "All Iberian 2" e "Sme-Ariosto2" Berlusconi viene assolto perché "il fatto non è più previsto dalla legge come reato")
- "Legge Cirami" (L. 248/2002): introduzione fra le cause di ricusazione e trasferimento del processo del "legittimo sospetto sull'imparzialità del giudice" (la norma utilizzata per spostare il processo da Milano a Brescia non ottenne i risultati sperati)
- "Lodo Schifani" (L. 140/2003): introduzione del divieto di sottoposizione a processo delle cinque più alte cariche dello Stato tra le quali il Presidente del Consiglio in carica, dichiarata incostituzionale dopo pochi mesi, con sentenza della Corte costituzionale n. 13 del 2004.
- Decreto-salva Rete 4 (D.L. 352/2003): Introdotta 'ad hoc' per consentire unicamente a Rete 4 di Mediaset di continuare a trasmettere in analogico, sfavorendo Europa 7.
- "Legge Gasparri" (L. 112/2004): introduzione del SIC ("Sistema Integrato delle Comunicazioni") che ha per effetto di estendere il numero di canali televisivi che un singolo soggetto può avere in concessione (la norma consente di evitare la riduzione del numero di concessioni del gruppo Mediaset, evitò lo scioglimento del monopolio televisivo Mediaset)
- Condono edilizio nelle aree protette (L. 308/2004): estensione del condono edilizio alle zone protette (comprensiva la villa "La Certosa" di proprietà di Berlusconi)
- "Legge ex Cirielli" (L. 251/2005): riduzione dei termini prescrizione (denominata anche legge salva-Previti, ha introdotto una riduzione dei termini di prescrizione per gli incensurati e trasformato in arresti domiciliari la detenzione per gli ultrasettantenni, consentendo l'estinzione per prescrizione dei reati di corruzione in atti giudiziari e falso in bilancio nei processi "Diritti TV Mediaset" e”Mills” a carico di Berlusconi)
- "Legge Pecorella" (L. 46/2006): introduzione dell'inappellabilità da parte del PM delle sentenze di proscioglimento, dichiarata incostituzionale dopo pochi mesi, con sentenza della Corte costituzionale n. 26 del 2007
- "Lodo Alfano" (L. 124/2008): introduzione di un nuovo divieto di sottoposizione a processo delle quattro più alte cariche dello Stato tra le quali il Presidente del Consiglio in carica, dichiarata incostituzionale dopo un anno, con sentenza della Corte costituzionale n. 262 del 2009

Secondo un'inchiesta de La Repubblica, le leggi approvate dal 2001 al 2012 dai governi di centrodestra che hanno prodotto benefici effetti per Berlusconi e le sue società sarebbero state diciassette. Oltre ai dieci provvedimenti sopra menzionati, il quotidiano romano considera quali leggi ad personam ulteriori sette atti legislativi:
- Legge "Tremonti bis" (L. 383/2001): abolizione dell'imposta sulle successioni e donazioni per grandi patrimoni, che in precedenza era applicata fino a 350 milioni (utilizzata per la successione esentasse dei grandi patrimoni familiari, incluso quello della famiglia Berlusconi)
- Decreto salva-calcio (D.L. 282/2002): concessione alle società sportive della possibilità di diluire le svalutazioni dei giocatori sui bilanci in un arco di dieci anni, con importanti benefici economici in termini fiscali (la norma trova applicazione anche al Milan A.C.)
- Condono "tombale" (L. 289/2002): con la Finanziaria 2003 viene introdotto un condono "tombale" sulle imposte evase (beneficiano del condono "tombale" anche le imprese del gruppo Mediaset)
- Incentivo per l'acquisto del decoder (L. 350/2003): con la Finanziaria 2004 viene introdotto un incentivo statale all'acquisto di decoder per DTT (la maggior beneficiaria della norma è la società Solari.com, principale distributore in Italia dei decoder digitali Amstrad del tipo "Mhp", che è controllata al 51 per cento da Paolo e Alessia Berlusconi)
- Riordino previdenza complementare (D.Lgs. 252/2005): riforma complessiva della previdenza complementare. Vengono introdotte una serie di norme che favoriscono fiscalmente la previdenza integrativa individuale (beneficiano di queste disposizioni anche della società assicurative di proprietà della famiglia Berlusconi)
- Decreto anticrisi (D.L. 185/2008) aumento dal 10 al 20 per cento dell'IVA sui servizi di televisione a pagamento (la norma danneggia la "Sky Italia", principale competitor privato del gruppo Mediaset)
- Decreto incentivi (D.L. 5/2009): aumento dal 10 al 20 per cento della quota di azioni proprie che ogni società può acquistare e detenere in portafoglio (la disposizione è stata immediatamente utilizzata dalla Fininvest per aumentare il controllo su Mediaset).

Antonio Di Pietro ha inoltre definito "legge ad coalitionem" la legge elettorale del 2006 che, data la morfologia delle formazioni politiche all'atto delle elezioni governative, si riteneva dovesse permettere ai partiti della coalizione di centrodestra di ottenere un numero di seggi fortemente superiore rispetto a quanto sarebbe avvenuto con la precedente normativa, effetto tuttavia rovesciato nelle successive elezioni politiche del 2008 a causa di una nuova intervenuta conformazione partitica.
Ulteriore legge ad coalitionem può essere considerato il decreto legge 5 marzo 2010, n. 29, recante: "interpretazione autentica di disposizioni del procedimento elettorale e relativa disciplina di attuazione". Nelle presentazione delle liste elettorali per le elezioni regionali 2010 i rappresentanti del PDL avevano depositato la documentazione necessaria oltre il termine previsto, il che aveva causato l'esclusione delle liste del PDL dalla competizione elettorale queste regioni. Con questo provvedimento si è cercato di sanare il ritardo, prevedendo che "il rispetto dei termini orari di presentazione delle liste si considera assolto quando, entro gli stessi, i delegati incaricati della presentazione delle liste, muniti della prescritta documentazione, abbiano fatto ingresso nei locali del Tribunale".
Devono inoltre considerarsi degli atti non di natura legislativa, quali:
- il ricorso del governo contro la legge della regione Sardegna al divieto di costruire a meno di due chilometri dalle coste[10] (che bloccava, tra l'altro, l'edificazione di "Costa Turchese", insediamento di 250.000 metri cubi della Edilizia Alta Italia di Marina Berlusconi)
- la modifica del Piano di assetto idrogeologico (PAI) dell'Autorità di bacino del fiume Po che permette la permanenza de "la Cascinazza" (estensione di oltre 500.000 metri quadrati) di proprietà della IEI di Paolo Berlusconi.[11]
- L'imposizione del Segreto di Stato sui metodi di ristrutturazione di Villa Certosa in Sardegna[12] (decreto del Ministro dell'Interno 6 maggio 2004 prot. n. 1004/100 – 1158)